# شتورة
شتورة هي إحدى القرى اللبنانية من قرى قضاء زحلة في محافظة البقاع، وهي تقع في منتصف الطريق السريع الواصل ما بين بيروت ودمشق.